# Джамп'єро Вентура
Джамп'єро Вентура (італ. Giampiero Ventura, нар. 14 січня 1948, Генуя) — італійський футболіст, що грав на позиції півзахисника. По завершенні ігрової кар'єри — футбольний тренер.
Як тренер працював з низкою італійських команд у нижчих дивізіонах, а також з «Кальярі», «Удінезе», «Мессіною», «Барі» та «Торіно» у Серії А. З літа 2016 року очолював тренерський штаб національної збірної Італії, яка під його керівництвом уперше з 1958 року не змогла кваліфікуватися до фінальної частини чемпіонату світу 2018 року.

## Ігрова кар'єра
Народився 14 січня 1948 року в місті Генуя. Вихованець футбольної школи клубу «Сампдорія», проте пробитись до основної команди не зумів і всю кар'єру виступав у клубах Серії D, за винятком сезону 1970/71, який він провів у Серії C з клубом «Енна», за який провів 9 матчів у чемпіонаті.
Завершив професійну ігрову кар'єру у клубі «Новезе», за який виступав протягом 1976—1978 років.

## Кар'єра тренера
Розпочав тренерську кар'єру, ще продовжуючи грати на полі, 1976 року як тренер молодіжної команди клубу «Сампдорія», а з 1979 року став асистентом тренера головної команди.
Першими командами, які Вентура очолив у статусі головного тренера були клуби Серії D «Альбенга», «Рапалло Руентес» та «Ентелла Бачецца», останню з яких молодий фахівець зміг вивести у Серію С2.
Після цього Вентура очолював «Спецію» та «Чентезе» з Серії С1, після чого 1989 року очолив «Пістоєзе», що після банкрутства минулого року було відправлене в Серію D. Тут Вентура паралельно з тренерською роботою працював вчителем фізкультури в середній школі в Пістої. Перший сезон команда завершила на другому місці, а у другому зайняла перше місце і підвищилась до Серії С2, в якій у наступному сезоні клуб зайняв високе 5 місце. Після цього у сезоні 1992/93 тренував клуб Серії С1 «Джарре». 
Першим клубом Серії B у кар'єрі Вентури стала «Венеція», яку він очолив у 15 турі сезону 1994/95, проте вже після 29 туру був звільнений.
У 1995 році Джамп'єро очолив «Лечче» і за два сезони вивів команду з Серії С1 до Серії А, проте в елітному дивізіоні працювати не став, очоливши влітку 1997 року «Кальярі» з Серії B. У сезоні 1997/98 зайняв 3-е місце в Серії B і вивів команду в Серію A. У сезоні 1998/99 зайняв у Серії A 13-е місце і зберіг прописку у вищому дивізіоні.
Сезон 1999/00 працював у «Сампдорії» і посів 5-е місце в Серії B.
По ходу сезону 2001/02 очолив «Удінезе» і зайняв з командою 14-е місце в Серії A.
У 2002 році вдруге в кар'єрі очолив «Кальярі». В сезоні 2002/03 зайняв 9-е місце в Серії B. У грудні 2003 року залишив клуб. Після 16-ти турів команда йшла на 8-му місці, після чого недовго тренував «Наполі» з Серії С1.
У березні 2006 року став тренером «Мессіни», що виступала в Серії A. Під його керівництвом клуб програв у чемпіонаті 6 матчів з 7 і мав вилетіти з Серії А., але через Кальчополі із Серії А було виключено «Ювентус» і «Мессіна», посівши 17-е місце, зберегла прописку в еліті.
По ходу сезону 2006/07 очолив «Верону». Команда посіла 18-е місце в Серії B, а у стикових матчах програла «Спеції» і вилетіла з дивізіону.
Влітку 2007 року очолив «Пізу». У сезоні 2007/2008 зайняв 6-е місце в Серії B. Грав у плей-офф за вихід в Серію А, але поступився клубу «Лечче». У квітні 2009 року залишив свій пост. Після 35 турів «Піза» йшла на 14-му місці.
Влітку 2009 року став головним тренером «Барі», що виступала в Серії A. В сезоні 2009/10 зайняв з командою 10-е місце в чемпіонаті. У лютому 2011 року контракт клубу з Вентурою був розірваний за обопільною згодою сторін. Після 24-х турів команда йшла на останньому, 20-му, місці.

### «Торіно»
Влітку 2011 року став головним тренером «Торіно». У сезоні 2011/12 посів з туринцями 2-е місце в Серії B і вивів команду в Серію A. У сезоні 2012/13 «Торіно», набравши 39 очок, посів 16-е місце в Серії A і зберіг прописку в еліті італійського футболу. У сезоні 2013/14 команда набрала 57 очок і посіла 7-е місце. У сезоні 2014/15 туринці набрали 54 очки і посіли 9-е місце в лізі. Також у цьому сезоні клуб виступав у Лізі Європи, де дійшов до 1/8 фіналу, в якій поступилися петербурзькому «Зеніту». У сезоні 2015/16 клуб зайняв 12-е місце в чемпіонаті, набравши 45 очок. 25 травня 2016 року Вентура залишив свій пост.

### Збірна Італії
7 червня 2016 року стало відомо, що Вентура очолить збірну Італії після чемпіонату Європи 2016 року.
Під його керівництвом італійська збірна боролася у кваліфікаційному раунді чемпіонату світу 2018. Її головним конкурентом за перше місце у відбірковій групі G і, відповідно, за пряме потрапляння до фінальної частини мундіалю була збірна Іспанії. У першому колі фаворити зіграли домашню для італійців очну зустріч унічию 1:1, а ігри проти решти суперників по групі виграли. Проте наступна очна зустріч фаворитів групи завершилися перемогою іспанців за рахунком 3:0, згодом вони очок не втрачали, тож груповий турнір збірна Італії завершила на другому місці. У плей-оф за право виходу на мундіаль її суперником була визначена збірна Швеції. Першу гру, що проходила у Стокгольмі італійці програли 0:1, а в матчі-відповіді попри тотальну ігрову перевагу не спромоглися забити бодай один гол і таким чином уперше з 1958 року опинилися поза переліком учасників світової першості. Два дні потому Вентуру було відправлено у відставку.